# Olímpio Noronha
Olímpio Noronha é um município brasileiro do estado de Minas Gerais. Sua população recenseada em 2022 era de 2 555 habitantes. 

## História
Nomes anteriores: Parada de Santa Catarina e São Sebastião dos Campos

## Religião
A população, praticamente toda católica, tem como padroeiro São Sebastião, venerado na matriz que data do ano de 1952.

## Geografia
Localiza-se na mesorregião do Sul de Minas Gerais.

### Hidrografia
Rio Lambari, pertencente à bacia do rio Verde

### Rodovias
- BR-460